# 진 무공 (희진)
진 무공(晉武公)은 중국 춘추 시대 진나라의 제18대 임금이다. 이름은 칭(稱)이다. 곡옥백으로서 곡옥을 다스려, 진나라를 아우를 때까지는 편의상 곡옥 무공(曲沃武公)이라고 한다.

## 생애
재위 초창기에 진 애후에게 크게 패하여 화평을 청했다.
진 애후 8년(기원전 710년), 애후가 형정 땅을 침범하자 무공은 형정 사람들과 결탁하였고, 애후 9년(기원전 709년) 봄에 익을 치러 형정에 주둔하여, 한만을 어융으로 삼고, 양홍을 차우로 삼아, 애후를 분수 가의 습지에서 추격하여, 애후와 난공숙을 사로잡았다. 진나라에서 애후를 대신하여 그 아들 소자후를 세우자, 무공은 소자후 원년(기원전 709년)에 한만을 시켜 애후를 죽였다.
《사기》에 따르면, 진 소자후 4년(기원전 706년), 무공은 소자후를 유인하여 죽였다. 주 환왕이 괵중을 보내 곡옥을 공격하였으므로 무공은 곡옥으로 돌아왔고, 환왕이 애후의 아우 진후 민을 세워 곡옥은 진을 아우르지 못했다.
《좌전》에 따르면, 기원전 705년에 무공이 소자후를 유인하여 죽이고 기원전 704년에는 마침내 익을 격멸했으나, 주 환왕이 괵중을 보내 애후의 아우 진후 민을 세워 곡옥은 진을 아우르지 못했다.
기원전 703년에는 괵중 · 예백 · 양백 · 순후 · 가백의 연합 공격을 받았다.
진후 민 28년(기원전 679년), 무공은 진을 쳐 격멸하고, 진의 보기 몇을 주 희왕에게 뇌물로 바쳤다. 희왕은 1군(1만 2천 5백 명의 군 편제)만을 두는 조건으로 무공을 진후로 승인했다. 마침내 환숙에서 갈려나온 곡옥백 분가가 진 종가를 멸망시키고 진나라 임금이 되었다.
무공은 순(荀, 郇)나라를 쳐 멸하고, 대부 원씨암(原氏黯)에게 주니, 이 사람이 곧 순숙(荀叔, 郇叔)이다.